# Назым-паша
Хусе́йн (Хюсейи́н) Назы́м-паша́ (тур. Hüseyin Nâzım Paşa; 1848—1913) — османский военачальник, военный министр в 1912—1913 годах.

## Биография
Хюсейин Назым-паша родился в 1848 году в городе Константинополе. Военное образование получил в особой военной школе Сен-Сир во Франции.
Вернувшись в Турцию, Назым-паша стал адъютантом Гольц-паши. Независимый характер навлек на него опалу султана, и он был сослан в Эрзерум, откуда вернулся незадолго до Младотурецкой революции 1908 года. После свержения султана Абдул-Хамида II и восстановления конституции Назым-паша командовал II корпусом в Адрианополе, был генерал-губернатором в Багдаде, но не поладил с англичанами, противясь приобретению ими земель, и в 1911 году был отозван из Багдада с назначением председателем военного совета. 

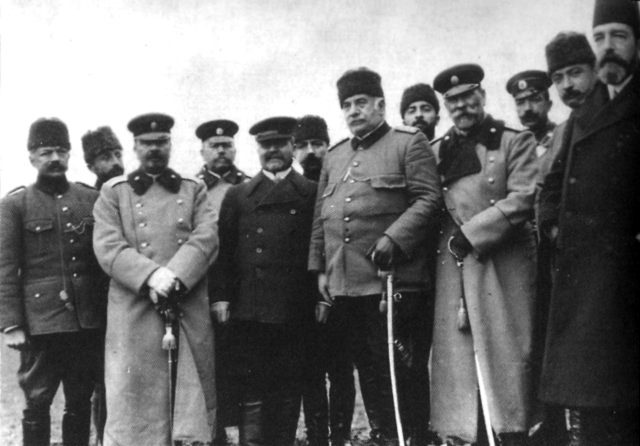
Назым-паша и другие представители на воюющих стран при заключении Чаталджинского перемирия (1913 год)

С началом Первой Балканской войны 1912—1913 гг., между Балканским союзом (Болгария, Греция, Сербия, Черногория) и Османской империей, Назым-паша сменил Махмуда Шефкет-пашу на посту военного министра и вместе с тем был назначен главнокомандующим всеми турецкими армиями. 
Его главной военной заслугой была организация обороны Чаталджинской укреплённой линии во время одноимённого сражения, что позволило туркам остановить наступление болгар к Константинополю, захват которого мог вынудить Османскую империю капитулировать. 
Противник политики в армии, чуждый по духу главарям младотурецкого комитета, он был убит в ходе государственного переворота, членами «Единения и прогресса» 10(23) января 1913 года в здании Порты, во время заседания кабинета министров по вопросу об уступке Адрианополя союзникам. В отместку один из родственников Назым-паши убил в июне того же года Махмуда Шевкет-пашу, который занял пост военного министра после смерти Назым-паши.
По отзывам печати того времени, это был умный, энергичный генерал, дальновидный политик, упрямый солдат и просвещенный человек. Свое вступление в командование турецкими армиями он ознаменовал человечным приказом, призывавшим военнослужащих османской армии к гуманному обращению с противником и населением.